# Liolaemus galactostictos
Liolaemus galactostictos — вид ящірок з родини Liolaemidae. Описаний у 2021 році.

## Назва
Видова назва galactostictos перекладається як «молочний плямистий».

## Поширення
Ендемік Аргентини. Поширений в горах Сьєрра-де-Веласко у провінції Ла-Ріоха на північному заході країни.

## Опис
Тіло чорного кольору з білою смугою вздовж хребта.